# Luís Boa Morte
Luís Boa Morte Pereira, né le 4 août 1977 à Lisbonne au Portugal, est un joueur de football international portugais. Il jouait milieu offensif. Il est actuellement le sélectionneur de la Guinée-Bissau.

## Biographie

### En club
Boa Morte est formé au Sporting Portugal. Il joue ensuite durant une saison au SC Lourinhanense, club amateur de III Divisão (quatrième division), où il est prêté par le Sporting.
En 1997, à l'âge de 20 ans, il réalise le grand saut et rejoint le championnat anglais et le club londonien d'Arsenal. Boa Morte reste deux saisons et demie à Arsenal. Il remporte deux titres avec les Gunners : le championnat en 1998, et la Coupe nationale (FA Cup), la même année. Mais Luís Boa Morte n'arrive pas à s'imposer au sein de l'équipe entraînée par Arsène Wenger, et doit se contenter d'un temps de jeu famélique.
Lassé de cirer le banc des remplaçants, il rejoint par la suite des clubs moins prestigieux : Southampton, puis Fulham, club où il reste près de sept saisons. De 2000 à 2007, il est l'un des éléments clés des Cottagers, où il officie sous les ordres de Jean Tigana puis de Chris Coleman. Avec cette équipe, il dispute 205 matchs en championnat, et remporte notamment la Coupe Intertoto en 2002.
Lors du mois de janvier 2007, Boa Morte quitte le club de Fulham, et rejoint un autre club londonien : celui de West Ham. Le transfert s'élève à 5 millions de livres. 
À West Ham, Boa Morte joue régulièrement, mais n'arrive pas à obtenir une place de titulaire indiscutable. Lors de l'été 2009, une rupture des ligaments croisés antérieurs l'éloigne des terrains durant plus de neuf mois. Boa Morte manque ainsi quasiment toute la saison 2009/2010.
Boa Morte fait son retour à la compétition avec l'équipe première de West Ham le 9 mai 2010, lors d'un match de championnat face à Manchester City. À cette occasion, il inscrit un but. Il s'agit de son premier but en match officiel depuis l'année 2007.
Il s'engage le 9 août 2011 avec le club grec de l'AEL Larissa pour deux saisons.
En janvier 2012, Luis Boa Morte signe un contrat de 18 mois avec les Orlando Pirates en Afrique du Sud. Il joue seulement trois matches et quitte le club le 14 mai 2012. 
Le 10 octobre 2012 il s'engage avec Chesterfield. Son contrat expire en janvier 2013 et il quitte le club. 

### En équipe nationale
Luís Boa Morte reçoit sa première sélection en équipe du Portugal le 25 avril 2001, lors d'un match amical face à la France (score : 4-0 en faveur de la France). Ce match se déroule au Stade de France.
Il inscrit son premier but avec l'équipe du Portugal le 14 novembre 2001, lors d'un match amical face à l'équipe d'Angola (score : 5-1 en faveur du Portugal). Ce match, qui n'a d'amical que le nom, ne va pas jusqu'à son terme, puisque l'équipe d'Angola se voit réduite à six joueurs, à la suite de nombreuses expulsions.
Boa Morte participe aux Jeux olympiques d'été de 2004 avec le Portugal. Il n'est cependant pas retenu pour disputer l'Euro 2004 qui se déroule dans son pays natal.
Boa Morte est retenu par le sélectionneur Luiz Felipe Scolari afin de participer à la Coupe du monde 2006 qui se déroule en Allemagne. Il joue une rencontre durant cette compétition : le match de poule face au Mexique (entrée à la 79e minute de jeu). Le Portugal se classe quatrième du tournoi, en éliminant notamment les Pays-Bas lors des huitièmes de finale et l'Angleterre lors des quarts de finale.
Boa Morte n'est ensuite plus rappelé en sélection durant trois ans. Il faut attendre le 6 juin 2009 et une rencontre face à l'Albanie pour le voir rejouer un match avec la Selecção. Ce match compte pour les éliminatoires de la Coupe du monde 2010.
Malgré ce retour en équipe nationale, Boa Morte voit très rapidement ses chances réduites à néant pour la Coupe du monde 2010 qui se déroule en Afrique du Sud. En effet, lors de l'été 2009, il subit une rupture des ligaments croisés antérieurs, qui le tient éloigné des terrains durant quasiment toute la saison 2009-2010.

## Palmarès
- Champion d'Angleterre en 1998 avec Arsenal
- Vainqueur de la Coupe d'Angleterre (FA Cup) en 1998 avec Arsenal
- Champion d'Angleterre de D2 en 2001 avec Fulham
- Vainqueur de la Coupe Intertoto en 2002 avec Fulham